# John Dochard
John Dochard, mort après mai 1825 à Saint-Louis (Sénégal), est un médecin et explorateur britannique.

## Biographie
Chirurgien d'état-major, Dochard est membre de l'expédition John Peddie (1815-1817) et en tient le journal ; officier britannique, Peddie meurt en 1817 sur le fleuve Niger. Le gouvernement britannique engage ensuite Dochard et William Gray pour continuer et compléter les travaux de Mungo Park dans le Fouta-Djalon. Dochard a alors pour missions essentielles d'organiser les approvisionnements et d'établir des relations avec les habitants.
Malade des fièvres, il meurt peu de temps après le retour de l'expédition, à Saint-Louis.
Son journal, repris par Gray, est publié en 1825 en Angleterre : Travels in Western Africa: In the Years 1818, 19, 20 puis en 1826 en France sous le titre Voyage dans l'Afrique occidentale pendant les années 1818-1819-1820 et 1821 de puis la rivière Gambie jusqu'au Niger en traversant les états de Woulli, Bondoo, Galam, Kassan, Kaarta et Foulidou.
Jules Verne le mentionne dans le premier chapitre de son roman Cinq semaines en ballon.